# 上海文化产业基金
上海文化产业发展投资基金是由上实集团、上海国盛集团和浦东科创集团组建的一個上海地方投資基金，成立於2020年12月16日。上海文化产业发展投资基金向影视、演艺、动漫游戏、网络文化、创意设计、出版、艺术品交易、文化装备、旅游及体育行业進行投資。